# The History of a Sardine Sandwich
The History of a Sardine Sandwich è un cortometraggio muto del 1910. Il nome del regista non viene riportato nei credit del film, un documentario sulla pesca e la lavorazione delle sardine.

## Trama
Dalla pesca nel Maine nord orientale, al porto dove i pesci vengono scaricati e portati in fabbrica. Lì, le sardine vengono pulite, tagliate, cotte e confezionate. Le scatole sigillate vengono spedite per arrivare nei negozi e, quindi, sulla tavola dei consumatori.

## Produzione
Il film fu prodotto dalla Vitagraph Company of America.

## Distribuzione
Distribuito dalla Vitagraph Company of America, il film - un cortometraggio di 146 metri - uscì nelle sale cinematografiche statunitensi il 5 marzo 1910. Nelle proiezioni, veniva programmato con il sistema dello split reel, accorpato in un'unica bobina con un altro cortometraggio prodotto dalla Vitagraph, The Beautiful Snow.